# Sean Murray
Sean Harland Murray (* 15. listopadu 1977) je australsko-americký herec. Je známý díky roli Timothyho McGeeho v televizním seriálu CBS Námořní vyšetřovací služba a Dannyho Waldena v seriálu JAG, což je mateřský seriál Námořní vyšetřovací služby.

## Časný život
Murray se narodil v Bethesdě v Marylandu. Dětství prožil v blízkosti Coffs Harbour v Novém Jižním Walesu v Austrálii. Má dvojí občanství - americké a australské. Jeho matkou je Vivienne Bellisario, čtvrtá manželka známého amerického producenta a scenáristy Donalda P. Bellisaria, který je Murrayho nevlastním otcem.

## Kariéra
Jeho herecká kariéra začala hlavní rolí v seriálu The Random Years televize UPN a rolí teenagera Zanea Greye Harta ve westernovém komediálním seriálu televizní stanice CBS Harts of the West, kde si zahrál po boku Beau Bridgese, který představoval jeho otce, a Harley Jane Kozak jako jeho matky. V seriálu, který se natáčel na ranči v Nevadě, se objevil i Lloyd Bridges.
Také hostoval v dalších seriálech, například v Pohotovosti. Kromě toho se také objevil v mnoha filmech, například v Hokus Pokus z roku 1993, kde si zahrál Thackeryho Binxe, a byl za tuto hlavní roli nominován na cenu " Nejlepší mladý herec roku ". Úspěch také slavil ve filmech Dospívání po americku a v krátkém filmu Todda Fielda Too Romantic.

## Osobní život
Dne 26. listopadu 2005 si Murray vzal Carrie James, se kterou má dvě děti. První dítě, dcera Caitlyn Melissa Murray, se narodilo 3. května 2007. Druhého dítěte, syn James Murray River narozeného v Los Angeles, se dočkali 22. dubna 2010.

## Filmografie
| Rok  | Název                           | Role             | Poznámky                        |
| ---- | ------------------------------- | ---------------- | ------------------------------- |
| 1991 | Backfield in Motion             | Joe Jr.          | TV film                         |
| 1992 | Too Romantic                    | Tim              | Krátký film                     |
| 1993 | Vražda na Rio Grande            | Matthew Keene    | TV film                         |
| 1993 | Hocus Pocus                     | Thackery Binx    | Nominován na Young Artist Award |
| 1993 | Dospívání po americku           | Jimmy Voorhees   |                                 |
| 1995 | Trial by Fire                   | Danny            | TV film                         |
| 1996 | Pád do tmy                      | Jerry Price      | TV film                         |
| 1996 | For My Daughter's Honor         | Ralph            | TV film                         |
| 1996 | Loterie                         | Henry Watkins    | TV film                         |
| 1997 | Zločiny z vášně: Náměsíčný vrah | Christopher Lane | TV film                         |
| 2001 | Skoč na to!                     | Nick Kepper      | TV film                         |

| Rok             | Název                      | Role                  | Poznámka                         |
| --------------- | -------------------------- | --------------------- | -------------------------------- |
| 1991            | Civil Wars                 |                       | Epizoda "The Pound and the Fury" |
| 1994            | Harts of the West          | Zane Grey Hart        | 5 epizod                         |
| 1995            | Pohotovost                 | Bret Logan            | Epizoda „A Miracle Happens Here“ |
| 1995            | Policie z Palm Beach       | Derek Paston          | Epizoda „Sweet Punishment“       |
| 1998–2001       | JAG                        | Danny Walden          | 6 epizod                         |
| 1998            | JAG                        | Ens. Guitry           | Epizoda „Nevinna“                |
| 1999            | Dotek anděla               | William „Will“ Heller | Epizoda „My Brother's Keeper“    |
| 2000            | Bostonská střední          | David                 | Epizoda „Chapter Three“          |
| 2002            | The Random Years           | Todd Mitchell         | Vedlejší postava                 |
| 2003–současnost | Námořní vyšetřovací služba | Timothy McGee         | Hlavní postava                   |